# Movimento pelos Direitos e Liberdades
O Movimento pelos Direitos e Liberdades (em (erro: código de língua 'bu' não reconhecido!): Движение за права и свободи, DPS; em turco: Hak ve Özgürlükler Hareketi, HÖH) é um partido político da Bulgária.
O partido foi fundado em 1990, com o nome de Movimento da Liberdade Nacional Turca, liderado por Ahmed Dogan.
O DPS tem, como principal política, a defesa dos interesses da minoria turca na Bulgária que, correspondem a, cerca de, 9% da população da Bulgária. Além duma defesa dos interesses da minoria turca, o partido adere uma ideologia liberal e social-liberal, defendendo a integração da Bulgária na OTAN e UE. O DPS, coloca-se, no espectro político, como um partido de centro.
O DPS é liderado por Lyutvi Mestan, sendo membro do Partido da Aliança dos Democratas e Liberais pela Europa e da Internacional Liberal.

## Resultados eleitorais

### Eleições legislativas
| Data       | CI. | Votos   | %            | +/- | Deputados | +/-     | Status            |
| ---------- | --- | ------- | ------------ | --- | --------- | ------- | ----------------- |
| 1990       | 3.º | 491 596 | 8,0 / 100,0  |     | 23 / 400  |         | Oposição          |
| 1991       | 3.º | 418 168 | 7,6 / 100,0  | 0,4 | 24 / 240  | 1       | Governo           |
| 1994       | 4.º | 283 094 | 5,4 / 100,0  | 2,2 | 15 / 240  | 9       | Oposição          |
| 1997       | 3.º | 323 429 | 7,6 / 100,0  | 2,2 | 19 / 240  | 4       | Oposição          |
| 2001       | 4.º | 340 395 | 7,5 / 100,0  | 0,1 | 21 / 240  | 2       | Governo           |
| 2005       | 3.º | 467 400 | 12,8 / 100,0 | 5,3 | 34 / 240  | 13      | Governo           |
| 2009       | 3.º | 592 381 | 14,0 / 100,0 | 1,2 | 37 / 240  | 3       | Oposição          |
| 2013       | 3.º | 400 466 | 11,3 / 100,0 | 2,7 | 36 / 240  | 1       | Governo           |
| 2014       | 3.º | 487 134 | 14,8 / 100,0 | 3,5 | 38 / 240  | 2       | Oposição          |
| 2017       | 4.º | 315 976 | 9,0 / 100,0  | 5,8 | 26 / 240  | 12      | Oposição          |
| 2021 - I   | 4.º | 336 306 | 10,5 / 100,0 | 1,5 | 30 / 240  | 4       | -                 |
| 2021 - II  | 5.º | 292 514 | 10,7 / 100,0 | 0,2 | 29 / 240  | 1       | -                 |
| 2021 - III | 3.º | 340 997 | 12,8 / 100,0 | 2,1 | 34 / 240  | 5       | Oposição          |
| 2022       | 3.º | 344 625 | 13,8 / 100,0 | 1,0 | 36 / 240  | 2       | -                 |
| 2023       | 4.º | 347 700 | 13,2 / 100,0 | 0,6 | 36 / 240  | Estável | Apoio parlamentar |
| 2024       | 2.º | 366 310 | 16,6 / 100,0 | 3,4 | 47 / 240  | 11      |                   |

### Eleições europeias
| Data | CI. | Votos   | %            | +/- | Deputados    | +/-     |
| ---- | --- | ------- | ------------ | --- | ------------ | ------- |
| 2007 | 3.º | 392 650 | 20,3 / 100,0 |     | 4 / 18       |         |
| 2009 | 3.º | 364 197 | 14,1 / 100,0 | 6,2 | 3 / 173 / 18 | 1       |
| 2014 | 3.º | 386 725 | 17,3 / 100,0 | 3,2 | 4 / 17       | 1       |
| 2019 | 3.º | 323 510 | 16,1 / 100,0 | 1,2 | 3 / 17       | 1       |
| 2024 | 2.º | 295 092 | 14,7 / 100,0 | 1,4 | 3 / 17       | Estável |